# Baganeheddalu, Chikmagalur
Baganeheddalu là một làng thuộc tehsil Chikmagalur, huyện Chikmagalur, bang Karnataka, Ấn Độ.